# Ataque en Wurzburgo de 2021
El ataque a cuchillo de Wurzburgo  de 2021 fue un ataque ocurrido en esa ciudad alemana el viernes 25 de junio; tuvo lugar poco antes de las 17:25 horas, cuando un joven somalí de 24 años, solo y descalzo y con un cuchillo de grandes dimensiones que acababa de comprar en una tienda, tras matar con él a la dependienta y dos mujeres que se encontraban comprando en el interior, salió y comenzó a atacar sin mediar palabra a las personas que se topaba por la calle. Primero frente a un centro comercial y luego en la puerta de un banco y en una concurrida plaza de la localidad. Entre los heridos había varias personas en estado muy grave y un niño pequeño.
El autor del ataque llegó al país en 2015 y residía en un centro para sintechos de Würzburgo, donde había iniciado un tratamiento psiquiátrico hacía pocas semanas.
Más de un centenar de agentes de Policía se desplegaron por el centro de la ciudad hasta que consiguieron detener al atacante. Al no deponer su actitud, le redujeron de un disparo en un muslo. Mientras tanto, como se vio en varios vídeos procedentes de los teléfonos móviles de testigos y difundidos a través de las redes sociales, varias decenas de personas habían tratado de detener al agresor. Unos se le encaraban de forma agresiva, otros le gritaban y algunos llegaron a lanzarle objetos contundentes como sillas.
Según un testigo gritó: "Allah Akbar!".